# NGC 5937
NGC 5937 is een spiraalvormig sterrenstelsel in het sterrenbeeld Slang. Het hemelobject werd op 14 april 1785 ontdekt door de Duits-Britse astronoom William Herschel.

## Synoniemen
- MCG 0-40-1
- ZWG 22.2
- IRAS 15281-0239
- PGC 55281